# Mismi
Mismi je 5597 metrů vysoká hora v regionu Arequipa v Peru. Z hory vytéká potok, který byl roku 1996 prohlášen za nejvzdálenější zdrojnici Amazonky (přes Apurímac, Ucayali, Marañón a další). To bylo potvrzeno i při expedicích v pozdějších letech. Hora a pramen jsou dostupné pěšky z vesnice Tuti.